# Fünffrankenstück
| Fünffrankenstück | Fünffrankenstück                 |
| ---------------- | -------------------------------- |
| Fünffrankenstück |                                  |
| Daten            |                                  |
| Legierung:       | 75 % Kupfer 25 % Nickel          |
| Gewicht:         | 13,2 g                           |
| Durchmesser:     | 31,45 mm                         |
| Dicke:           | 2,35 mm                          |
| Randprägung:     | Dominus Providebit und 13 Sterne |
| Künstler:        | Paul Burkhard                    |

Das Fünffrankenstück, in der Deutschschweiz allgemein Fünfliber, gelegentlich auch Schnägg («Schnecke») genannt, ist die höchste Umlaufmünze der Schweizer Währung. Der auf der Münze dargestellte Männerkopf ist ein Alphirte in einem Sennechutteli.

## Ursprünge
In der Schweiz gab es «Fünfliber» schon vor dem 1850 eingeführten Schweizer Franken, und zwar in Form der ab 1795 geprägten französischen 5-Franc-Stücke. Diese Münzen wurden insbesondere im Westen des Landes sehr häufig im Zahlungsverkehr verwendet. Sie entsprachen in bernischer Währung rund 35 Batzen (deshalb auch «Fünfunddreissiger» genannt) oder 5 Pfund, worauf die Bezeichnung «Fünfliber» (zu französisch Livre für Pfund) zurückgeht.

## Silbermünze

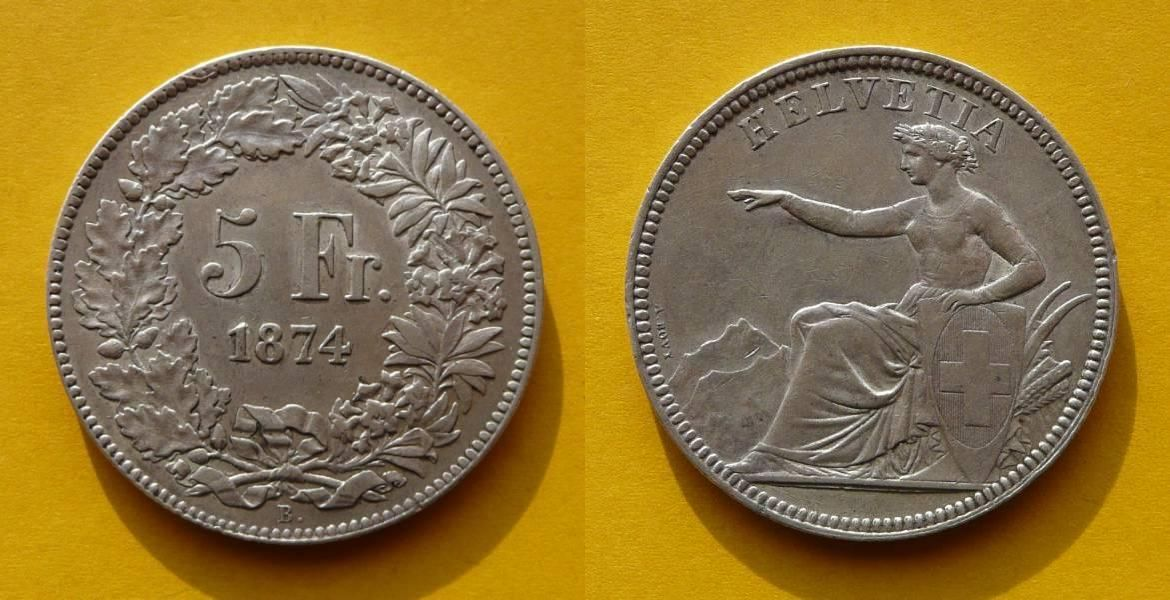
Fünfliber aus dem Jahre 1874 mit dem Motiv der Sitzenden Helvetia

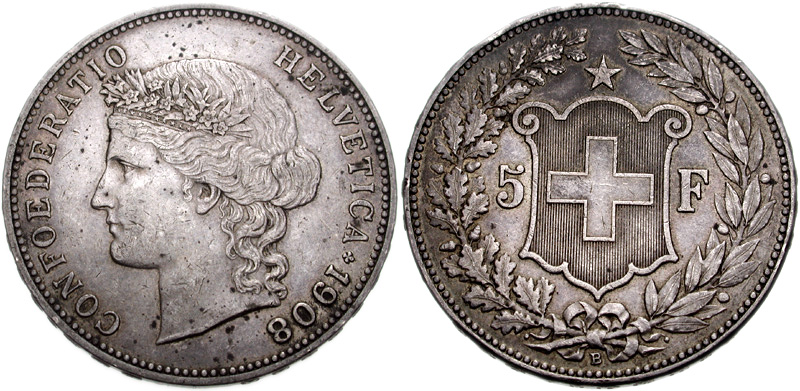
Fünfliber aus dem Jahre 1908 mit dem Motiv Libertas

Die ersten Schweizer Fünffrankenstücke wurden 1850 geprägt. Die damaligen Münzen bestanden aus Silber und waren mit einem Durchmesser von 37 Millimetern sowie einem Gewicht von 25 Gramm grösser als heute. Sie zeigten auf der Bildseite das Motiv der Sitzenden Helvetia, entworfen von Friedrich Fisch aus Aarau. Dieses Motiv wurde auch für die Prägungen 1851, 1855 sowie 1873 und 1874 verwendet. Auf der Wertseite folgte die Darstellung dem Muster der Ein- und Zweifrankenmünzen.
Für die Jahrgänge 1888 bis 1916 wurde das Motiv auf der Bildseite geändert und durch den Kopf der Libertas (oft fälschlich als Kopf der Helvetia gedeutet) nach einem Entwurf von Karl Schwenzer ersetzt. Auch die Wertseite wurde neu gestaltet nach einem Entwurf von Christian Bühler und zeigte einen Schweizer Wappenschild.
1922 wurde das heutige Motiv nach einem Entwurf von Paul Burkhard eingeführt. Es zeigt auf der Rückseite einen Alphirten (oft fälschlich als Wilhelm Tell gedeutet). Auf der Wertseite ist der Wappenschild von Edelweiss (links) und Alpenrose (rechts) eingerahmt. Nachdem die Lateinische Münzunion aufgelöst wurde und der Wert des Geldes nicht mehr durch den Edelmetallwert gedeckt werden musste, wurde 1931 die Grösse auf 31 Millimeter reduziert. Das Gewicht beträgt seither nicht mehr das Fünf-, sondern noch das Dreifache eines Einfrankenstücks, also 15 Gramm. Die alten Münzen wurden per 1. Februar 1934 ausser Kurs gesetzt.
Von der verkleinerten silbernen Variante des Fünffrankenstücks mit dem Alphirtenmotiv wurden zwischen 1931 und 1961 rund 76,5 Mio. Stück geprägt. Diese Münzen wurden per 1. April 1971 ausser Kurs gesetzt.

## Kupfernickel-Münze und Fälschungen
Nachdem der Edelmetallwert den Münzwert überstiegen hatte, wurde 1968 die Legierung zu Kupfernickel geändert. Diese Legierung wird bis heute aus drei Teilen Kupfer und einem Teil Nickel hergestellt. Der Jahrgang 1969 wurde noch einmal in Silber geprägt. Obwohl die Fünffrankenstücke von 1968 offiziell aus Kupfernickel hergestellt wurden, tauchten bisher drei Stücke auf, die aus einer Silberronde geprägt sind.
Die Randprägung lautet «★★★ DOMINUS PROVIDEBIT ★★★★★★★★★★» (lateinisch für «Der Herr wird vorsorgen»). Das Motto wurde von den Berner Münzen des Ancien Régime übernommen. Ursprünglich stammen die Worte aus dem 1. Buch Mose (1. Mose 22,8 ). Von 1985 bis 1993 wurde die Randinschrift vertieft geprägt, da sie sich so langsamer abnutzt.
Anfangs der Neunzigerjahre tauchten aus italienischer Herkunft eine grosse Menge gefälschte Fünfliber auf. Die Fälschungen waren von hoher Qualität, jedoch liessen sie sich am Abstand zwischen dem letzten Stern und dem D von DOMINUS relativ leicht erkennen – bei den echten Fünflibern beträgt der Abstand ca. 5 mm, während er bei den Fälschungen entweder 2,5 oder 8,5 mm beträgt. Hingegen deutet eine Verschiebung der Randprägung nicht zwingend auf eine Fälschung hin – auch bei echten Fünffrankenstücken können die Randsegmente vertauscht oder um einige Grad verschoben sein.
Nur von den Jahrgängen 1986, 1987, 1989 und 1991 sind Fälschungen bekannt, wobei die 1991er Fünfliber von den Fälschern verteilt wurden, noch bevor dies die Eidgenössische Münzstätte tat. Deshalb wurde dieser Jahrgang zurückbehalten, ebenso die letzte vertiefte Prägung von 1993. Die Münzen dieser beiden Jahre wurden nur in Münzsätzen herausgegeben und sind entsprechend selten und bei Sammlern gesucht.
Als Reaktion auf die Fälschungen kehrte man bei der Münzprägung zu der schwerer imitierbaren erhabenen (hervorstehenden) Randschrift zurück, und im Jahr 2004 wurden die Jahrgänge mit vertiefter Randschrift ausser Kurs gesetzt. Zwei Jahre später waren aber nach wie vor rund acht Millionen dieser ungültigen Fünfliber im Umlauf – sie wurden, genauso wie die Fälschungen, problemlos als Zahlungsmittel akzeptiert. Die Post, die Schweizerischen Bundesbahnen und auch die Geschäftsbanken sind der Verpflichtung, ungültige Zahlungsmittel aus dem Verkehr zu nehmen, nur zögerlich nachgekommen.

## «Teuerste» Kursmünze
Das Fünffrankenstück ist unter den geläufigen Währungen der Industrienationen gegenwärtig zusammen mit dem japanischen 500-Yen-Stück die Kursmünze mit dem höchsten Wert / der höchsten Kaufkraft, gemessen am Wechselkurs zu anderen Währungen (ausgenommen Sonder- und Gedenkmünzen).

## Gedenkfünfliber
Bis ins Jahr 2003 prägte die Schweizerische Münzstätte (Swissmint) Gedenkmünzen im Wert von fünf Franken. Sie erschienen zunächst nur unregelmässig.
Zwischen 1974 und 1990 sowie zwischen 1999 und 2003 gab es für jedes Jahr einen Gedenkfünfliber, 1979 und 2000 zwei verschiedene Ausgaben. Diese jedoch wurden aus anderem Material gefertigt als die bis 1963 erschienenen Stücke. In den Jahren 1974 bis 1990 kam eine Kupfer-Nickel-Legierung zum Einsatz, von 1999 bis 2003 bestanden die Münzen aus Bimetall.
Unter Sammlern erzielen vor allem der «Laupen» von 1939, die Mattprägung zur «Landesausstellung» von 1939 und die Probeprägung der «Fête des Vignerons» aus dem Jahr 1999 hohe Preise. Der «Laupen» wird für bis zu 550 Franken gehandelt, die Mattprägung zur «Landesausstellung» erreicht einen Preis von bis zu 2.000 Franken und für die Probeprägung aus dem Jahr 1999 bezahlen Sammler rund 220 Franken.
Im Jahr 2004 führte die Schweizerische Münzstätte eine Gedenkmünze im Wert von zehn Franken 
aus Bimetall ein. Sie löste die Gedenkfünfliber ab und wird bis heute mit jährlich wechselnden Motiven ausgegeben.